# Синева (песня)
«Синева» — популярная советская песня десантников СССР. Слова к песне были написаны Юрием Владимировичем Алёхиным в 1970 году, и позже изменены бардом, автором и исполнителем своих песен, ветераном афганской войны Сергеем Николаевичем Ильёвым. Песня считается неофициальным гимном Воздушно-десантных войск. Традиционно исполняется ежегодно, на День десантника — 2 августа. Помимо исполнения сольными исполнителями и музыкальными коллективами, песня исполняется также стихийно, импровизированными мужскими хорами.

## История песни

Сергей Николаевич Ильёв (1953—2015) — один из авторов песни

Автором первого варианта текста песни является старший лейтенант Юрий Алёхин, опубликовавший в 1970 году в газете «Гвардеец» 103-й гвардейской воздушно-десантной дивизии стихотворение «Расплескалась синева». Позже этот текст переписал Сергей Ильёв.
В 1971 году Юрий Алёхин показал мне стихотворение, которое состояло всего из двух строф. Первая с тавтологией (зацвела цветом), вторая с рифмой к слову сказка (сначала была ряска, потом смазка и т. д.), какие-то неказистые стихи. Я ему сказал об этом, а он, — возьми и сам напиши! Ну я и написал! Переделал и добавил ещё несколько куплетов! Причём строфа, которую я сочинил — «в раннем детстве на коврах-самолётах» — была поставлена второй в стихотворении, по-моему, так было логичней. Позже, да и до того, когда уже появилась группа «Синева», в/ч 64506, песня «Расплескалась синева» понемногу дорабатывалась. 7 лет она нами исполнялась, в том числе и в Афганистане и стала визитной картой не только 62 ОДН САУ, но и всей 103 ВДД»Сергей Ильёв
В 1973 году в 357-м гвардейском парашютно-десантном полку дивизии при поддержке заместителя командира по политической части был создан вокально-инструментальный ансамбль «Голубые береты». Музыканты в ходе подбора репертуара ансамбля изучали различную литературу, в том числе подшивку дивизионной газеты «Гвардеец». На глаза гвардейцам попалось именно это стихотворение. Соло-гитарист Иван Здравков через несколько дней сочинил мелодию к тексту. Собравшись на очередную репетицию, музыканты подкорректировали мелодию, и ко Дню ВДВ 2 августа 1973 года на концерте в гарнизонном Доме офицеров станции Боровуха-1 впервые прозвучала песня «Синева», которая была хорошо принята публикой.
Впервые на телевидении песня была исполнена в эфире телепередачи «Служу Советскому Союзу» в начале 1980-х годов.
В 1988 году «Синева» вышла на магнитоальбоме «Память» тогда ещё самодеятельного, а ныне Концертного ансамбля ВДВ «Голубые береты». Позже, уже после назначения «Голубых беретов» штатным ансамблем ВДВ, «Синева» выйдет и в других альбомах и сборниках «Голубые береты — лучшие песни», в перезаписанных версиях.
Долгое время текст песни «гулял» по солдатским альбомам, перепевался на слух и, естественно, были неизбежные при этом потери текста. Автором музыки официально считается и указывается на дисках руководитель ансамбля Голубые береты С. Ф. Яровой.
Не считая публикации в дивизионной газете «Гвардеец», песня была впервые опубликована во всесоюзной официальной военной печати в журнале «Военные знания» в 1989 году.

## Интересные факты
- В ходе штурма Грозного, 1 января 1995 г., «Синеву» пели десантники, отбившие от занятой ими позиции в районе железнодорожного вокзала атаки чеченских боевиков[11]. Мужество десантников повергало врагов в шок, подрывая их веру в способность противостоять войскам. Окружив десантников, боевики пошли на штурм занятого крылатой пехотой плацдарма, как в последний бой, заводя себя какой-то религиозной песней. И полегли под гулко затянутую десантную: «…расплескалась синева, расплескалась, по тельняшкам разлилась, по погонам…»[12]
- В интернет-опросе о гимне ВДВ, проводимом сайтом «Десантура.ру», «Синева» лидирует — 64 % голосов опрошенных (Для сравнения: следующей в тройке лидеров идёт песня из кинофильма «В зоне особого внимания» — 16,95 %)[13].

## Песни о песне
В сборнике «За ВДВ» вышла песня Владимира Пухова «Выпьем за десант» (фрагмент):
Годы пусть промчатся, изменяя внешность, 
Но не изменился голубой берет. 
На десантный праздник, через жизнь прошедший, 
Мы второго августа исполним наш сонет
после которого идёт характерный проигрыш мелодии песни «Синева»

### Видео
- Ансамбль «Голубые береты» «Синева», к/п «Синий конверт», 1990 г.
- «Синева» в исполнении ансамбля ВДВ «Голубые береты» на концерте к 75-летию ВДВ на YouTube (Канал «Россия»)
- Исполнение «Синевы» в ходе праздновния Дня аэромобильных войск (2 августа), в 2006 г. на Украине на YouTube
- Голубые береты — «Синева» (Концерт в Хабаровске, 05.12.2016)